# Kommunalstrejken i Sverige 2003
Kommunalstrejken i Sverige 2003 var en arbetskonflikt i Sverige mellan Kommunalarbetareförbundet (Kommunal) och Kommunförbundet under perioden 23 april–28 maj 2003. Konflikten omfattade framför allt barnomsorgen och skolorna, samt sopbilsverksamheten. 
Den slutade utan att arbetsgivaren avdelat mer pengar till löner. Det enda resultatet blev att lönepengarna omfördelades till förmån för vissa "prioriterade" yrken. Detta väckte ett visst missnöje mot facket hos de yrken som därför fick lägre löneökning än arbetsgivaren ursprungligen avsett.
Detta är den största strejk som Kommunal hittills har hållit. Nära 83 000 medlemmar deltog.